# Boarmia marginata
Boarmia marginata är en fjärilsart som beskrevs av William Schaus. Boarmia marginata ingår i släktet Boarmia och familjen mätare. Inga underarter finns listade i Catalogue of Life.